# Лылойтинский сельсовет
Лылойтинский сельсовет — упразднённая административная единица на территории Сморгонского района Гродненской области Белоруссии.

## История
Упразднён 30 июня 2016 года, все населённые пункты вошли в состав Жодишковского сельсовета.

## Состав
Лылойтинский сельсовет включал 15 населённых пунктов:
- Буяки — деревня.
- Деновишки — деревня.
- Добровляны — деревня.
- Коробки — деревня.
- Лаповойня — хутор.
- Леоновичи — деревня.
- Лылойти — агрогородок.
- Михничи — деревня.
- Нестанишки — деревня.
- Позборцы — деревня.
- Римшиненты — деревня.
- Ростишки — хутор.
- Станчиненты — деревня.
- Хведевичи — деревня.
- Шимонели — деревня.